# Université de Montréal
Université de Montréal, zkráceně UdeM, anglicky obvykle University of Montreal je jednou ze čtyř univerzit v kanadském Montrealu. Byla založena v roce 1878. Dnes má 13 fakult, více než 60 kateder a 2 přidružené školy (École Polytechnique de Montréal a École des Hautes Études Commerciales de Montréal). Je druhou největší francouzskojazyčnou univerzitou na světě (po pařížské Sorbonně).

## Významní absolventi
- Jean-Jacques Bertrand, premiér Québecu (1968–1970)
- Robert Bourassa, premiér Québecu (1970–1976, 1985–1994)
- Dédé Fortin, zpěvák
- Lomer Gouin, premiér Québecu (1905–1920)
- Roger Guillemin, nositel Nobelovy ceny za medicínu (1977)
- Daniel Johnson, Jr, premiér Québecu (1994)
- Daniel Johnson, Sr, premiér Québecu (1966–1968)
- Pierre-Marc Johnson, premiér Québecu (1985)
- Bernard Landry, premiér Québecu (2001–2003)
- Jacques Parizeau, premiér Québecu (1994–1996)
- Pierre Elliott Trudeau, premiér Kanady (1968–1979 a 1980–1984)